# Mednafen
Mednafen – emulator wielu konsol do gier, oparty na technologii OpenGL oraz SDL i obsługiwany z wiersza poleceń.
Nazwa Mednafen to akronim od "My Emulator Doesn't Need A Frickin' Excellent Name".

## Obsługiwane systemy
| System                                                            | Oparty na kodzie                                              |
| ----------------------------------------------------------------- | ------------------------------------------------------------- |
| Atari Lynx                                                        | Handy                                                         |
| Game Boy Advance                                                  | VisualBoyAdvance                                              |
| Game Boy Color                                                    | VisualBoyAdvance                                              |
| Neo Geo Pocket Color                                              | Neopop                                                        |
| Nintendo Entertainment System                                     | FCE Ultra                                                     |
| Super Nintendo Entertainment System (dostępny tylko w wersji WIP) | bsnes                                                         |
| Virtual Boy (dostępny tylko w wersji WIP)                         | Własny. Kod rdzenia procesora NEC V810 oparty na Reality Boy. |
| PC Engine                                                         | Własny. Interfejs CD-ROM oparty na PC2e.                      |
| PC-FX                                                             | Własny. Kod rdzenia procesora NEC V810 oparty na Reality Boy. |
| WonderSwan Color                                                  | Cygne                                                         |
| Sega Genesis (dostępny tylko w wersji WIP)                        | Genesis Plus Charlesa MacDonalda                              |
| Sega Master System i Game Gear                                    | SMS Plus Charlesa MacDonalda                                  |